# درنغ مدو (غافروبارمون)
درنغ مدو (بالفارسية: درنگ مدو) هي قرية تقع في إيران في قسم غافروبارمون الريفي. يقدر عدد سكانها بـ 259 نسمة بحسب إحصاء 2016.